# Lei de Proteção da Vegetação Nativa

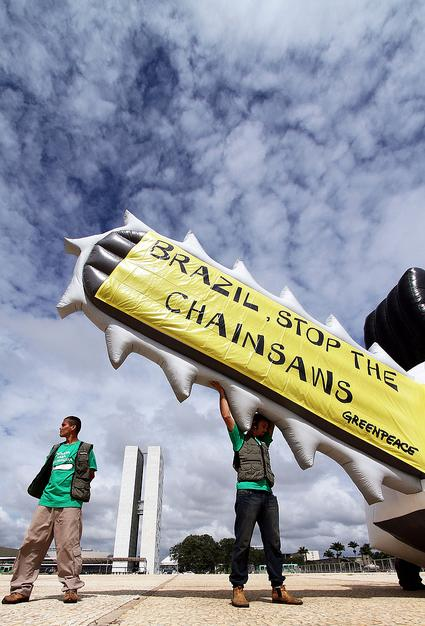
Ativista do Greenpeace protesta contra Novo Projeto de Código Florestal. Mais tarde, ativistas pediram o veto presidencial integral ao texto.

A Lei de Proteção da Vegetação Nativa (LPVN), denominada popularmente de Novo Código Florestal Brasileiro (Lei nº 12.651, de 25 de maio de 2012, oriunda do Projeto de Lei nº 1.876/99), é a lei brasileira que dispõe sobre a proteção da vegetação nativa, tendo revogado o Código Florestal Brasileiro de 1965. Desde a década de 1990, a proposta de reforma do Código Florestal suscitou polêmica entre ruralistas e ambientalistas. O projeto que resultou no texto atual tramitou por 12 anos na Câmara dos Deputados e foi elaborado pelo deputado Sérgio Carvalho (PSDB de Rondônia). Em 2009, o deputado Zini do PCdoB foi designado relator do projeto, tendo emitido um relatório favorável à lei em 2010. A Câmara dos Deputados aprovou o projeto pela primeira vez no dia 25 de maio de 2011, encaminhando-o ao Senado Federal. No dia 6 de dezembro de 2011, o Senado Federal aprovou por 59 votos contra 7 o projeto de Aldo Rebelo (no Senado, o projeto adquiriu o nome de "Lei da Câmara nº 30 de 2011") No dia 25 de abril de 2012, a Câmara aprovou uma versão alterada da lei, ainda mais favorável aos ruralistas, que comemoraram. Em maio de 2012, a presidente Dilma Rousseff vetou 12 pontos da lei e propôs a alteração de 32 outros artigos." Após o Congresso aprovar o "Novo Código Florestal", ONGs, ativistas e movimentos sociais organizaram o movimento "Veta Dilma", pedindo o veto integral ao Projeto de Lei.

## Histórico

### Aprovação na Câmara do PL 1.876/99 (texto de Aldo Rebelo)
O projeto de lei 1.876/99 foi criado pelo deputado tucano Sérgio Carvalho, então membro da bancada ruralista. A tramitação do PL demorou, contudo, 12 anos para ser concluída devido às obstruções de grupos ruralistas. Ela foi retomada em 2009 quando a Mesa Diretora designou uma Comissão Especial destinada a proferir parecer ao Projeto. O deputado Aldo Rebelo (PCdoB) foi responsável pela redação de um parecer sobre o projeto. Quando o substitutivo entrou na Ordem do Dia da Câmara em março de 2011, o governo Dilma realizou um acordo com a bancada ruralista pela aprovação do projeto desde que a Emenda n° 164 (uma radicalização dos ruralistas, que permitiria redução das áreas de preservação no país ao regularizar a situação de ocupações ilegais em áreas de preservação permanente (APPs), como beira de rios, topos de morros e encostas que foram desmatadas ilegalmente) fosse rechaçada. Como resultado, 410 parlamentares votaram pela aprovação do projeto contra 63 que não aceitaram sua aprovação. Percentualmente, isso representou um apoio de 86,5% dos parlamentares ao projeto, contra 13,3% de opositores. A Emenda n° 164, proposta pelo PMDB para reduzir a área das APPs, foi aprovada mais tarde, representando uma séria derrota do governo federal. O texto aprovado na Câmara determinava:
- A isenção da reserva legal para os quatro módulos (20 a 400 hectares, dependendo do Estado). O governo queria que Aldo Rebelo isentasse apenas módulos da agricultura familiar, mas o relator insistiu em incluir pequenas propriedades. Segundo o Ministério do Meio Ambiente, a medida deixaria 15 milhões de hectares, o equivalente ao Acre, sem reflorestamento.[10]
- Consolidação da manutenção de atividades agrícolas nas APPs (áreas de preservação permanente) e autorização de que os Estados participem da regularização das propriedades rurais. (Emenda n° 164)
- Anistia para os desmatamentos feitos por produtores rurais até 2008.

| Resultado da Votação | Substitutivo | Percentual |
| -------------------- | ------------ | ---------- |
| Sim                  | 410          | 86,5%      |
| Não                  | 63           | 13,3%      |
| Abstenções           | 1            | 0,02%      |

Segundo os dados da Câmara Federal, a relação dos votos favoráveis ao Projeto por Partido foi:
| Partido | Sim | Não | Outro | Total | Percentual (sim) |
| ------- | --- | --- | ----- | ----- | ---------------- |
| PSDB    | 47  | 1   | 1     | 49    | 96%              |
| PDT     | 21  | 5   | 1     | 27    | 78%              |
| PR      | 31  | 2   | 0     | 33    | 94%              |
| PP      | 39  | 0   | 0     | 39    | 100%             |
| PT      | 43  | 37  | 1     | 81    | 53%              |
| PSB     | 27  | 3   | 0     | 30    | 90%              |
| PMDB    | 74  | 0   | 0     | 74    | 100%             |
| DEM     | 38  | 0   | 0     | 38    | 100%             |
| PTB     | 21  | 0   | 0     | 21    | 100%             |
| PCdoB   | 14  | 0   | 0     | 14    | 100%             |
| PRB     | 11  | 0   | 0     | 11    | 100%             |
| PSOL    | 0   | 2   | 0     | 2     | 0%               |
| PV      | 0   | 12  | 0     | 12    | 0%               |
| PRP     | 1   | 0   | 0     | 1     | 100%             |
| PRTB    | 2   | 0   | 0     | 2     | 100%             |
| PSC     | 17  | 0   | 0     | 18    | 94,4%            |
| PSD     | 10  | 2   | 0     | 12    | 83,3%            |
| PHS     | 2   | 0   | 0     | 2     | 100%             |
| TOTAL   | 410 | 63  | 3     | 476   | 86,6%            |

### Aprovação no Senado
No dia 6 de dezembro de 2011, o Senado aprovou por 59 votos contra 7 o PL 1.876/99, conhecido no Senado como Projeto de Lei da Câmara Nº 30 de 2011. O texto analisado em plenário foi o finalizado pelo relator Jorge Viana (PT-AC), e já havia sido aprovado pela Comissão de Meio Ambiente do Senado no final de novembro. O texto aprovado no Senado alterou o projeto original e teve como principais características os seguintes pontos:
- Permissão de redução da área de conservação obrigatória em estados com mais de 65% das suas áreas em reservas ambientais (RL), desde que tenha aprovação do Conselho Nacional do Meio Ambiente e dos estados.
- Permissão aos poderes executivos para aumentar o percentual das áreas de preservação (APPs) permanentes em casos de bacias hidrográficas consideradas em situação crítica, desde que com a autorização dos comitês regionais de meio ambiente.
- Permissão da atividades rurais em área de manguezal, sendo limitada em 10% da Amazônia Legal e 35% nos demais biomas.
- Anistia para pequenos agricultores e também para donos de terras com até quatro módulos fiscais autuados por desmatamento até julho de 2008. Com a redação do Senado, os benefícios de desmate passaram a valer para grandes propriedades rurais que desmataram sem autorização ou licenciamento até julho de 2008.
- Obrigação de recompor margens de rios em pelo menos 15 metros de mata ciliar para rios até 10 metros de largura. A obrigação, para propriedades com até quatro módulos fiscais, não poderá exceder 20% da área da propriedade.

Vários líderes partidários, como Kátia Abreu (PSD-TO), Ana Amélia (PP-RS), Rodrigo Rollemberg (PSB-DF), Gim Argello (PTB-DF), Wellington Dias (PT-PI), José Agripino (DEM-RN) e Renan Calheiros (PMDB-AL), elogiaram o teor do relatório. A líder ruralista Kátia Abreu afirmou que se encerrava "a ditadura ambiental". Também se manifestaram pelo texto e em defesa dos ruralistas os senadores Waldemir Moka (PMDB-MS), Demóstenes Torres (DEM-GO), Inácio Arruda (PCdoB-CE), Ivo Cassol (PP-RO) e Acir Gurgacz (PDT-RO).
Opositores do texto chegaram a pedir verificação de quórum. Os senadores Marinor Brito (PSOL-PA), Lindbergh Farias (PT-RJ), Randolfe Rodrigues (PSOL-AP), Paulo Davim (PV-RN) e Cristovam Buarque (PDT-DF) foram alguns dos que rejeitaram o projeto. Randolfe discursou contra o texto e defendeu a agricultura familiar e a preservação ambiental. Marinor Brito também encaminhou contrariamente ao projeto, "em nome de todos os que tombaram em defesa das florestas".
| Partido | Sim | Não | Outro | Total | Percentual (não) |
| ------- | --- | --- | ----- | ----- | ---------------- |
| PSDB    | 8   | 0   | 2     | 10    | 0%               |
| PDT     | 4   | 1   | 0     | 5     | 25%              |
| PR      | 8   | 0   | 0     | 8     | 0%               |
| PP      | 4   | 0   | 1     | 5     | 0%               |
| PT      | 11  | 1   | 1     | 13    | 7,6%             |
| PSB     | 3   | 1   | 0     | 4     | 25%              |
| PMDB    | 10  | 0   | 7     | 14    | 0%               |
| DEM     | 4   | 0   | 1     | 5     | 0%               |
| PTB     | 3   | 1   | 2     | 5     | 33,3%            |
| PCdoB   | 1   | 0   | 1     | 2     | 0%               |
| PSD     | 2   | 0   | 0     | 2     | 0%               |
| PRB     | 1   | 0   | 0     | 1     | 0%               |
| PSOL    | 0   | 2   | 0     | 2     | 100%             |
| PV      | 0   | 1   | 0     | 1     | 100%             |
| TOTAL   | 59  | 7   | 15    | 81    | 8,6%             |

### Aprovação na Câmara (texto de Paulo Piau)
No dia 25 de abril de 2012, a Câmara dos Deputados aprovou o Projeto de Lei de Novo Código Florestal do relator Paulo Piau (PMDB-MG). O resultado representou uma derrota para o Planalto, que defendeu uma legislação menos permissiva em relação ao desmatamento. As sugestões de Piau foram aprovadas com 274 votos a favor, 184 contra e duas abstenções. Na votação do dia 25, os deputados podiam optar pela proposta aprovada pelo Senado ou pela proposta do relator (que, embora tenha mantido boa parte do texto enviado pelos senadores, fez 21 alterações). A liderança do governo orientou os deputados da base a votarem pela manutenção da versão do Senado. As principais características desta última versão do Código estão relacionadas à flexibilização das leis de preservação ambiental, aproximando-a ainda mais dos interesses ruralistas. As mudanças foram:
- Não há obrigatoriedade de recomposição de 30 metros de mata ao redor de olhos d'água nas áreas de preservação permanente (APPs) ocupadas por atividades rurais, consolidadas até 22 de julho de 2008.
- Sem obrigatoriedade de recompor a vegetação nativa em propriedades de agricultura familiar e naquelas áreas privadas que tenham entre quatro e 500 hectares em torno de rios com largura maior que 10 metros.
- Possibilidade de o Poder Público reduzir a reserva legal para até 50% em áreas de floresta na Amazônia Legal. Isso poderá acontecer nos casos em que a propriedade rural estiver situada em estado com mais de 65% do território já ocupado por unidades de conservação públicas ou terras indígenas.
- Recomposição de uma faixa mínima de 15 metros de vegetação nas margens dos rios com até 10 metros de largura (proposta do PT).[19]

A relação de parlamentares favoráveis ao projeto de Paulo Piau foram, conforme dados da Câmara e segundo sua legenda:
| Partido | Total | Sim | Não | Outro | Percentual (sim) |
| ------- | ----- | --- | --- | ----- | ---------------- |
| PSDB    | 48    | 26  | 22  | 0     | 54,16%           |
| PDT     | 24    | 17  | 7   | 0     | 70,8%            |
| PR      | 26    | 24  | 1   | 1     | 92,3%            |
| PP      | 35    | 27  | 8   | 0     | 77,1%            |
| PT      | 80    | 1   | 78  | 1     | 1,25%            |
| PSB     | 25    | 9   | 16  | 0     | 36%              |
| PMDB    | 74    | 71  | 3   | 0     | 96%              |
| DEM     | 26    | 24  | 2   | 0     | 92,3%            |
| PTB     | 15    | 14  | 1   | 0     | 93,3%            |
| PCdoB   | 12    | 6   | 6   | 0     | 50%              |
| PRB     | 10    | 0   | 10  | 0     | 0%               |
| PSOL    | 3     | 0   | 3   | 0     | 0%               |
| PV      | 9     | 0   | 9   | 0     | 0%               |
| PRP     | 1     | 1   | 0   | 0     | 100%             |
| PTdoB   | 3     | 2   | 1   | 0     | 66,6%            |
| PSC     | 14    | 12  | 1   | 1     | 85,7%            |
| PSD     | 9     | 3   | 6   | 0     | 33,3%            |
| PHS     | 1     | 1   | 0   | 0     | 100%             |
| PTC     | 1     | 0   | 1   | 0     | 0%               |
| PMN     | 1     | 1   | 0   | 0     | 100%             |
| PSD     | 43    | 35  | 8   | 0     | 81,3%            |
| PSL     | 1     | 0   | 1   | 0     | 0%               |
| TOTAL   | 458   | 274 | 184 | 3     | 59,8%            |

## Veto presidencial

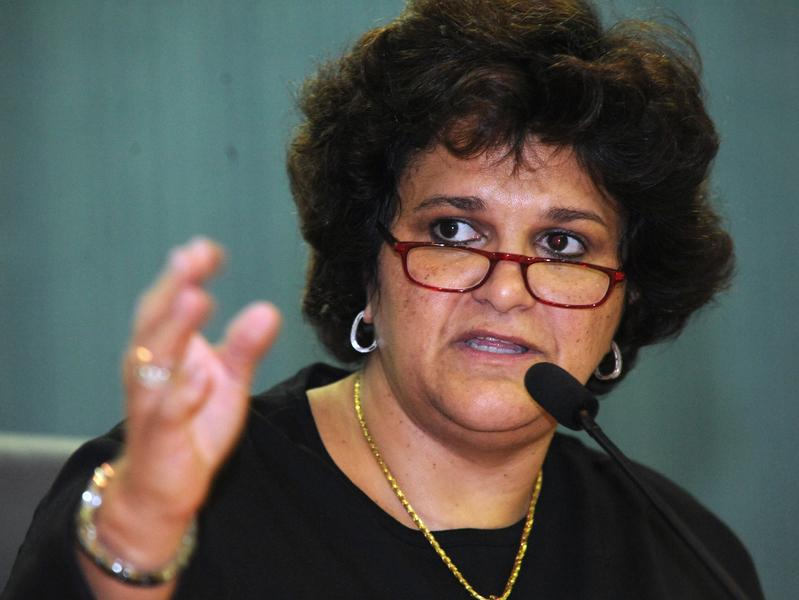
Ao anunciar o veto do dia 25, a ministra do meio ambiente Izabella Teixeira afirmou que a principal preocupação do governo era "não permitir anistia aos desmatadores".

Após a aprovação do projeto de Paulo Piau na Câmara dos Deputados, ONGs ambientalistas e membros da sociedade civil articularam-se para pressionar a presidente Dilma Rousseff a vetar na íntegra a lei. O Greenpeace e a WWF capitanearam os movimentos de reivindicação ecológica. Durante um evento oficial no Rio de Janeiro em que a presidente Dilma Rousseff estava presente, a atriz Camila Pitanga, que era mestre de cerimônias, quebrou o protocolo e interrompeu a apresentação para pedir "Veta Dilma". No dia 24 de maio, uma carta com mais de 2 milhões de assinaturas foi entregue no Planalto Central com esse pedido.
Segundo o art. n° 66 da Constituição Federal do Brasil, § 1º, "se o Presidente da República considerar o projeto, no todo ou em parte, inconstitucional ou contrário ao interesse público, vetá-lo-á total ou parcialmente, no prazo de quinze dias úteis, contados da data do recebimento, e comunicará, dentro de quarenta e oito horas, ao Presidente do Senado Federal os motivos do veto". No entanto, o Congresso pode reverter o veto presidencial conforme diz o § 4º do mesmo artigo: "o veto será apreciado em sessão conjunta, dentro de trinta dias a contar de seu recebimento, só podendo ser rejeitado pelo voto da maioria absoluta dos Deputados e Senadores, em escrutínio secreto".
No dia 25 de maio de 2012, o governo federal anunciou o veto de 12 dos 84 artigos do Código proposto por Paulo Piau. Também foram feitas 32 modificações no texto. Entre os pontos vetados estava o artigo que tratava da consolidação de atividades rurais e da recuperação de áreas de preservação permanente (APPs). O texto aprovado pelos deputados só exigia a recuperação da vegetação das áreas de preservação permanente (APPs) nas margens de rios de até 10 metros de largura e não previa nenhuma obrigatoriedade de recuperação dessas APPs nas margens de rios mais largos.
Os pontos vetados pela presidente foram:
- Apresentação do Código Florestal: a presidente vetou o artigo 1º do Código Florestal, que define a razão do estabelecimento da medida. Segundo ela, o texto não indica com precisão "os parâmetros que norteiam a interpretação e aplicação da lei".[27]
- Pousio dos solos: a presidente vetou o inciso XI do artigo 3º, pois, segundo ela, "o conceito de pousio (descanso do solo) aprovado não estabelece limites temporais ou territoriais para sua prática".[27]
- Apicuns e salgados:  a presidente vetou o parágrafo 3 do artigo 4º do PL, pois ele "deixa os apicuns e salgados (planícies salinas próximas a mangues) sem qualquer proteção". A regra do texto aprovado pela Câmara não considerava apicuns e salgados como Áreas de Proteção Permanente (APPs).[27]
- Delimitação das áreas de inundação em rios nas cidades: a presidente vetou os parágrafos 7 e 8 do artigo 4°. No texto da Câmara, é estabelecido que a largura da faixa de inundação de qualquer curso de água que passe por áreas urbanas será determinada pelo plano diretor e leis municipais de uso do solo. A presidente afirmou que a medida seria "grave retrocesso", porque não levava em conta os critérios mínimos de proteção dessas margens, que evitam desastres naturais e protegem a infraestrutura.[27]
- Bacias hidrográficas : Dilma vetou integralmente o artigo 43 do texto de Paulo Piau. Nele se estabelece que as empresas que prestam serviços como abastecimento de água e geração de energia hidrelétrica deverão investir na recuperação e na manutenção da vegetação nativa em APPs existentes em toda a bacia hidrográfica explorada. Segundo Dilma, o artigo prejudica o interesse público, uma vez que a recuperação de toda a bacia hidrográfica implicaria em um aumento do custo desses serviços, impactando no bolso do consumidor.[27]
- Recuperação de APPs: O artigo 61 do Código aprovado pela Câmara, que trata da recuperação das Áreas de Proteção Permanente (APPs) é, segundo a presidente, impreciso e vago "contrariando o interesse público e causando grande insegurança jurídica". Ela afirmou ainda que o artigo "parece conceder ampla anistia" aos desmatadores, que exploraram as áreas a serem protegidas antes da legislação de 2008, que regula as APPs.[27]

## O texto atual (Lei Ordinária nº 12.651/2012)
De acordo com as publicações do Diário Oficial, os pontos principais do Novo Código Florestal encontram-se listados a seguir
| Versões             | Texto de Paulo Piau | Redação final de Dilma Rousseff |
| ------------------- | --- | --- |
| Art. 1°             | "Art. 1º Esta Lei estabelece normas gerais sobre a proteção da vegetação, dispõe sobre as áreas de Preservação Permanente e as áreas de Reserva Legal, define regras gerais sobre a exploração florestal, o suprimento de matéria-prima florestal, o controle da origem dos produtos florestais e o controle e a prevenção dos incêndios florestais e prevê instrumentos econômicos e financeiros para o alcance de seus objetivos." | Vetado por imprecisão. |
| Art. 2°             | "Art. 2° As florestas existentes no território nacional e as demais formas de vegetação nativa, reconhecidas de utilidade às terras que revestem, são bens de interesse comum a todos os habitantes do País (...)" | Sancionado. |
| Art. 3°, inciso I   | "Art. 3º Para os efeitos desta Lei, entende-se por: I – Amazônia Legal: os Estados do Acre, Pará, Amazonas, Roraima, Rondônia, Amapá e Mato Grosso e as regiões situadas ao norte do paralelo 13° S, dos Estados de Tocantins e Goiás, e ao oeste do meridiano de 44° W, do Estado do Maranhão;" | Sancionado. |
| Art. 3°, inciso II  | "Art. 3°, II – Área de Preservação Permanente - APP: área protegida, coberta ou não por vegetação nativa, com a função ambiental de preservar os recursos hídricos, a paisagem, a estabilidade geológica e a biodiversidade, facilitar o fluxo gênico de fauna e flora, proteger o solo e assegurar o bem-estar das populações humanas;"                                                                                             | Sancionado. |
| Art. 3°, inciso III | "Art. 3°, III – Reserva Legal: área localizada no interior de uma propriedade ou posse rural, delimitada nos termos do art. 12, com a função de assegurar o uso econômico de modo sustentável dos recursos naturais do imóvel rural, auxiliar a conservação e a reabilitação dos processos ecológicos e promover a conservação da biodiversidade, bem como o abrigo e a proteção de fauna silvestre e da flora nativa;"              | Sancionado. |
| Art. 3°, inciso XI  | "Art. 3°, XI – pousio: prática de interrupção temporária de atividades agrícolas, pecuárias ou silviculturais, para possi-bilitar a recuperação da capacidade de uso do solo;" | Vetado; "o conceito de pousio aprovado não estabelece limites temporais ou territoriais para sua prática", o que permitiria que propriedades permanecessem em regime de pousio indefinidamente e a fiscalização fosse inviabilizada. |
| Art. 4°             | Art. 4º Considera-se Área de Preservação Permanente, em zonas rurais ou urbanas, para os efeitos desta Lei: (...) IV – as áreas no entorno das nascentes e dos olhos d’água, qualquer que seja a sua situação topográfica, no raio mínimo de 50 (cinquenta) metros; | Vetado; "o dispositivo deixa os apicuns e salgados sem qualquer proteção contra intervenções indevidas. Exclui, ainda, a proteção jurídica dos sistemas úmidos preservados por normas internacionais subscritas pelo Brasil".        |

## Críticas

### Pontos polêmicos
O Novo Código Florestal envolve ao menos três pontos polêmicos tensionados por interesses ruralistas e ambientalistas. Em primeiro lugar, os parlamentares ruralistas, hegemônicos no Congresso, vem atuando a favor de uma redução das faixas mínimas de preservação previstas pelas APPs (Áreas de Preservação Permanente). Os ruralistas também desejam obter permissão para realizar determinadas culturas em morros, o que é vedado pelas APPs. As zonas de RL (Reserva Legal) também são foco de debate, uma vez que os ruralistas pretendem favorecer uma redução das áreas de reserva. Por fim, ambientalistas questionam a suspensão das multas por desmatamentos ocorridos antes de 22 de julho de 2008 que a nova lei permite desde que o responsável assine o PRA com o órgão ambiental..
As principais diferenças entre o Código Florestal vigente (Lei nº 4.771, de 15 de setembro de 1965) e o atual projeto de Código Florestal (de Paulo Piau) são:
| Temas                   | Reserva Legal (RL) | Áreas de Preservação Permanente (APPs) | Mata Ciliar (pertinente às APPs) | Área rural consolidada | Anistia |
| ----------------------- | --- | --- | --- | --- | --- |
| Código Florestal (1965) | Na Amazônia Legal (Amazônia livre para exploração): 80% em área de florestas, 35% em área de cerrado, 20% em demais regiões e biomas do país. Cálculo da reserva legal excetua APPs. Averbação da RL em cartório. | Proteção da vegetação nativa de margens de rios, lagos e nascentes, tendo como parâmetro o período de cheia. Várzeas, mangues, matas de encostas, topos dos morros e áreas com altitude superior a 1800 metros não podem ser exploradas para atividades econômicas.               | 30 metros para matas ciliares em rios até 10 metros de largura. 50 metros nas margens de rios entre 10 e 50 metros de largura, e ao redor de nascentes de qualquer dimensão. 100 metros nas margens de rios entre 50 e 200 metros de largura. 200 metros para rios entre 200 e 600 metros de largura. 500 metros nas margens de rios com largura superior a 600 metros. 100 metros nas bordas de chapadas. Exige autorização do Executivo federal para supressão de vegetação nativa em APP e para situações onde for necessária a execução de obras, planos, atividades ou projetos de utilidade pública ou interesse social. | Não contempla conceito de área consolidada. Recomposição, regeneração e compensação são obrigatórias.                            | Pena de três meses a um ano de prisão simples e multa de 1 a 100 vezes o salário mínimo.                                                            |
| Código Florestal (2012) | Na Amazônia Legal: 80% em área de florestas, 35% em área de cerrado, 20% em demais regiões e biomas do país. Cálculo da reserva incluia APPs. Imóveis de até quatro módulos fiscais não precisam recompor a RL. Fim da exigência de averbação da RL em cartório. Permissão de exploração econômica da RL com autorização do Sisnama. | Proteção da vegetação nativa de margens de rios, lagos e nascentes, tendo como parâmetro o nível regular da água. Várzeas, mangues, matas de encostas, topos dos morros e áreas com altitude superior a 1800 metros podem ser utilizadas para determinadas atividades econômicas. | 30 metros para matas ciliares em rios de até 10 metros de largura; quando houver área consolidada em APP de rio de até 10 metros de largura, reduz-se a largura mínima da mata para 15 metros. 50 metros nas margens de rios entre 10 e 50 metros de largura, e ao redor de nascentes de qualquer dimensão. 100 metros nas margens de rios entre 50 e 200 metros de largura. 200 metros para rios entre 200 e 600 metros de largura. 500 metros nas margens de rios com largura superior a 600 metros. 100 metros nas bordas de chapadas. Permite a supressão de vegetação em APPs e atividades consolidadas até 2008, desde que por utilidade pública, interesse social ou de baixo impacto ambiental, incluídas atividades agrossilvipastoris, ecoturismo e turismo rural. Outras atividades em APPs podem ser permitidas pelos estados por meio de Programas de Regularização Ambiental (PRA). A supressão de vegetação nativa de nascentes, de dunas e restingas somente poderá se dar em caso de utilidade pública. | Estabelece o conceito de áreas rurais consolidadas. Imóveis até quatro módulos fiscais não precisam recompor a vegetação nativa. | Isenta os proprietários rurais das multas e sanções previstas na lei em vigor por utilização irregular de áreas protegidas até 22 de julho de 2008. |

### Ambientalistas
O Comitê Brasil em Defesa das Florestas e do Desenvolvimento Sustentável, que reúne 163 entidades, classificou como "retrocesso ambiental" a sanção do novo Código Florestal, com doze vetos, e a edição de uma medida provisória. Segundo as entidades, a redação final da presidente Dilma "anistia aos desmatadores e abre brechas para novos crimes ambientais". O Instituto de Pesquisa Ambiental da Amazônia (Ipam) afirmou que a anistia de multas e de recomposição de áreas desmatadas está prevista em vários pontos do texto enviado pela presidente Dilma Rousseff, como nos artigos 4º, 6º, 11, 61, 63 e 67. Ambientalistas também criticaram a possibilidade do reflorestamente de APPs com flora exótica, que não faz parte dos ecossistemas mencionados na lei. Raul Telles, coordenador adjunto do Instituto Socioambiental (ISA), afirmou que o Brasil está retrocedendo. Segundo ele, "é a primeira vez que permitem que essas áreas, fundamentais para a biodiversidade local, sejam recompostas com eucalipto ou outras plantas que não são nativas. Nem a bancada ruralista teve coragem de propor isso, mas a [presidente] Dilma [Rousseff] fez".
Parlamentares questionaram o compromisso da presidente com a base e sua dificuldade em combater os interesses ruralistas. Por outro lado, membros da bancada ambientalista afirmaram que a presidente Dilma Rousseff cumpriu as promessas de campanha. Segundo o deputado Sarney Filho (PV-MA), "Vimos uma preocupação política em não confrontar a base no Congresso Nacional e não uma preocupação com o conteúdo. E ela foi fiel às promessas de campanha, foi coerente".

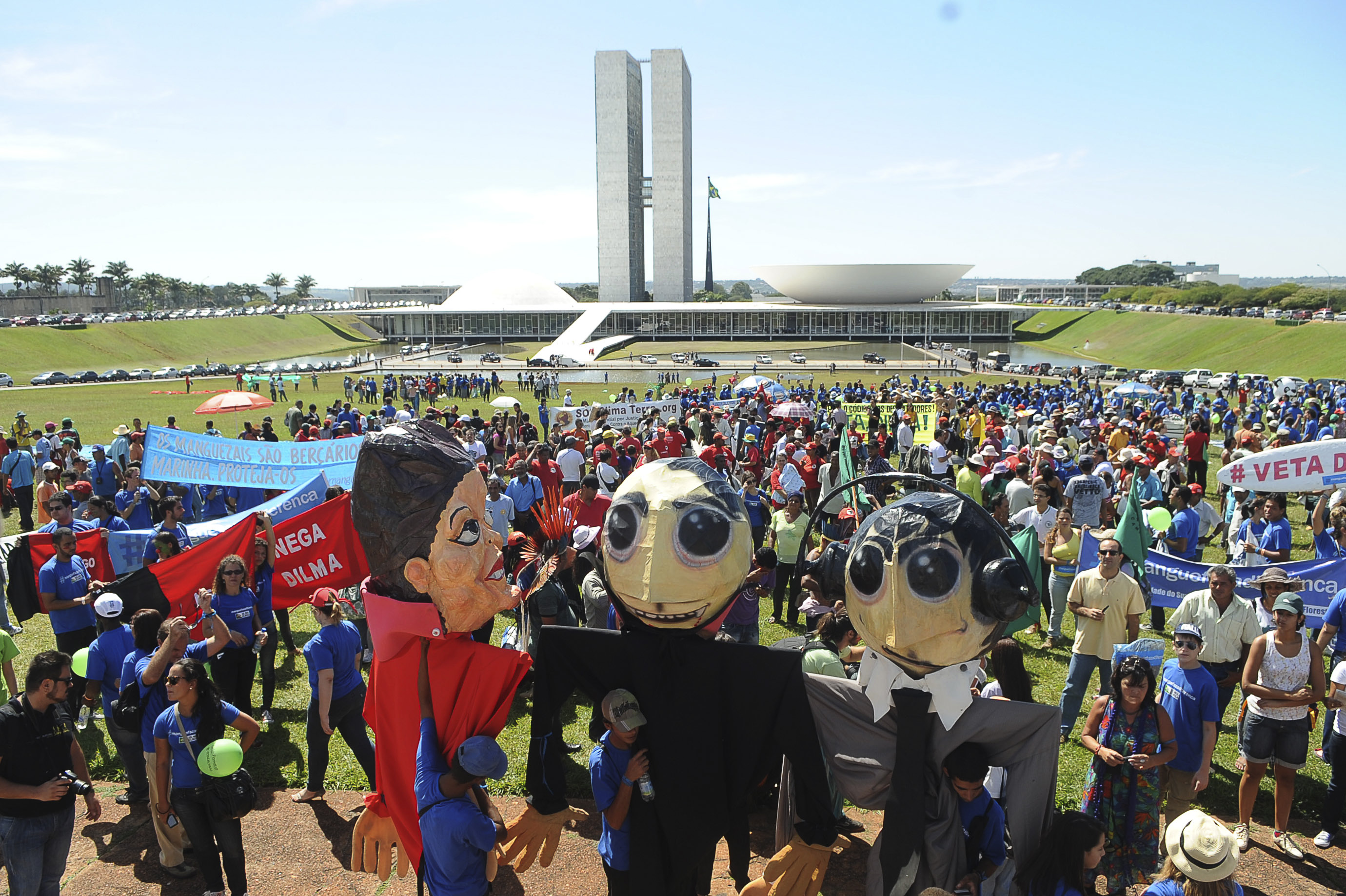
Manifestantes fazem protesto na Esplanada dos Ministérios em Brasília contra a aprovação do Novo Código Florestal.

Pedro Gontijo, secretário da Comissão Brasileira de Justiça e Paz da Confederação Nacional dos Bispos do Brasil (CNBB), afirmou que a proposta de Dilma Rousseff foi "venenosa". Segundo ambientalistas, "o veto parcial da Presidente Dilma Roussef foi insuficiente para o cumprimento de sua promessa, apesar de contrariar interesses dos setores mais arcaicos do latifúndio, e ainda mantém a anistia e a redução de áreas de proteção (APPs e RLs). Além disto, devolve ao Congresso Nacional a decisão sobre a as florestas, o que será feito apenas após a Rio +20. Essa situação é fruto da força do agronegócio, que está posicionado de forma hegemônica no Congresso Brasileiro e no próprio Governo Federal. É fundamental a convergência das lutas populares e sociais contra o agronegócio para enfrentá-lo e avançar com as necessidades reais da sociedade brasileira."
Segundo o Greenpeace, a proposta da presidente Dilma Rousseff foi uma enganação. Ao lado de outras entidades, o Greenpeace listou as brechas da legislação ambiental sancionada por Dilma:
- Mantém definição de “área rural consolidada” para ocupações ilegais ocorridas até julho de 2008. Conceito é utilizado como base para todas as ANISTIAS previstas na nova Lei. A última alteração na lei no que se refere às APPs foi em 1989 e RL (somente na Amazônia) em 1996 (e não em 2008);
- Anistia de RL para desmatamentos ilegais em imóveis rurais baseado no tamanho das propriedades e não no modelo de produção familiar (Lei 11.326/06), (art. 67) ANISTIANDO mais de 90% dos imóveis de todo país;
- Anistia de recomposição de APPs (Matas ciliares) em até 80% em relação ao patamar até então vigente. Na Lei revogada recomposição de APP variava de 30 a 500m (na Lei 4.771/65). Na nova lei (+MP) a APP a ser recomposta será de 5m a 100metros;
- Anistia total de recomposição de APP de topo de morro e encostas, mantendo inclusive pecuária (art. 63);
- Anistia de recomposição de APP de nascentes, olhos d’água, lagos e lagoas naturais entre 80 e 50% (art. 61- A, §5o e 6o);
- Anistia ocupações em manguezais ocupados até julho de 2008 e permite de novas ocupações em até 35% na Mata Atlântica e 10% na Amazônia (art. 11-A);
- Redução de RL (na Amazônia), inclusive para novos desmatamentos, nos Estados com 65% de UC+TI ou Municípios com mais de 50% de UC+TI (§4o e 5o artigo 12). Esse dispositivo afeta imediatamente 80 municípios na Amazônia. Afeta imediatamente todos os municípios do Amapá. Pará está prestes a atingir 65% de UC+TI;
- Anistia total de APPs. Nos poucos casos em que deverá haver algum tipo de recomposição em APP esta não será mais com espécies nativas (Art. 61-A, §13, IV);
- Veto ao único incentivo positivo (econômico) concreto para recomposição de APPs (contribuição do setor elétrico) previsto na Lei aprovada pelo Congresso, sob justificativa de que tal medida contraria interesse nacional. – Art. 43 (Vetado);
- Redução de APP de topo de morro, com mudança no método de definição da área a ser preservada como APP, reduzindo em até 90% em alguns casos (art.4o);

### Ruralistas
Embora o projeto final tenha se aproximado dos interesses ruralistas, os vetos da presidente Dilma desagradaram partidos da oposição e proprietários rurais. A medida provisória anunciada pela presidente Dilma Rousseff com mudanças no texto do Código Florestal foi contestada, por exemplo, pelos Democratas (DEM) por motivos alegadamente técnicos. O partido informou que entraria com um mandado de segurança no Supremo Tribunal Federal (STF) contra a medida. O vice-presidente do partido, Ronaldo Caiado (DEM - GO), alegou que "A presidente só reúne ministério para atender ONGs internacionais". A senadora Kátia Abreu (PSD-TO) contestou a obrigação de compensação de Reservas Legais. Segundo ela, "só temos 27,7% de área de produção agrícola no Brasil, descontados os 11% que são preservados nas propriedades particulares. O resto do País é terra devoluta do Incra, terra de índio, parques nacionais ou terras de Marinha e Exército e cidade. Onde eu vou arrumar floresta para compensar mesmo? É lógico que é em área de produção".